# Marie Batomene
Marie Batomene (* 10. März 1995) ist eine französische Badmintonspielerin. 

## Karriere
Marie Batomene stand 2012 erstmals auf dem Siegerpodest bei den nationalen Meisterschaften in Frankreich. 2013 folgte ein weiterer Medaillengewinn. 2012 und 2013 nahm sie an den Badminton-Juniorenweltmeisterschaften teil. Auf dem Podest stand sie auch bei den Estonian International 2013, den Czech International 2013 und den Irish International 2013. 2018 siegte sie bei den Belarus International.